# Matanza de Jaragua
La Matanza de Jaragua de julio de 1503 fue el asesinato de nativos taínos en una aldea en el territorio de Jaragua en la isla de Hispañola. Fue ordenado por el gobernador español de Santo Domingo, Nicolás de Ovando, y llevado a cabo por Alonso de Ojeda durante una celebración que se dio en el pueblo de "Guava" cerca de la actual Léogâne en la actual Haití.

## Suceso
El Cacicazgo de Jaragua estaba bajo el Cacique Bohechío. Después de la muerte de Bohechío el territorio pasó a su hermana Anacaona. Ella mediaba entre los nativos de Jaragua y los españoles. Tenía fama de haber sido una administradora eficiente, una mujer hermosa y muy respetada. En aquella época los españoles tenían alianza con el Cacique de Marién Guacanagaríx. Guacanagarix dijo a los españoles que la tribu de Jaragua planeaba una rebelión. Aunque Anacaona siempre había pagado su tributo, Ovando la consideró una amenaza. Según Las Casas, en 1503, Ovando aconsejó a Anacaona que visitara la ciudad de Jaragua con sus hombres para celebrar el progreso. Durante la celebración Ojeda y sus hombres se volvieron contra los nativos. Anacaona y otros nobles fueron arrestados y acusados de conspiración y de intentar iniciar una rebelión. Ovando había ido a Jaragua con 300 hombres y muchos nativos de la tribu de Marién. En pleno festejo se dio una señal preestablecida y los españoles se apoderaron de los caciques y los atacaron. Así, murieron muchos de los indios, entre ellos 80 caciques quemados vivos y Anacaona ahorcada. Este acto de crueldad se ha grabado como la matanza de Jaragua.